# Test stapanja natrijuma
Test stapanja natrijuma (Lasenjova proba) se koristi u elementalnoj analizi za kvalitativno određivanje elementalnih halogena, azota i sumpora u uzorku. Ovaj metod je razvio Žan Luj Lasenj.
Test se izvodi jakim zagrevanjem uzorka sa čistim metalom natrijuma, pri čemu dolazi do stapanja uzorka. Veći broj tehnika je poznat. Stopljeni uzorak se uranja u vodu, i uobičajene kvalitativne probe se izvode na dobijenom rastvoru za respektivne sastojke.

## Teorija
Kad se organsko jedinjenje jako zagreje sa natrijumom, halogeni, azot, i sumpor se konvertuju u neorganske soli natrijuma kao što su natrijum halidi, natrijum cijanid (za azot), natrijum sulfid (za sumpor), i natrijum tiocijanat (za sumpor i azot). Azot se potvrđuje sa fero sulfatom.

## Spoljašnje veze
- Laboratorijski manuel